# Ganoderme luisant
Ganoderma lucidum
Espèce
Synonymes
Ganoderma resinaceum Bouldier in Patouillard
Le Ganoderme luisant (Ganoderma lucidum) est un champignon basidiomycète de la famille des Ganodermataceae, plus connu du public sous son nom vernaculaire chinois 灵芝 / 靈芝, língzhī, et man-nen-také (マンネンタケ) ou Reishi (霊芝) au Japon. Bien que rattaché à l'ordre des Polyporales, il possède un stipe (pied) et un chapeau différencié, et peut pousser (en apparence) à même le sol. Si on tient ce champignon par la base de son long pied, avec la tête en bas, montrant sa face inférieure concave, la ressemblance avec une louche est flagrante. D'où les nombreux noms vernaculaires intégrant le mot « louche ».

## Description

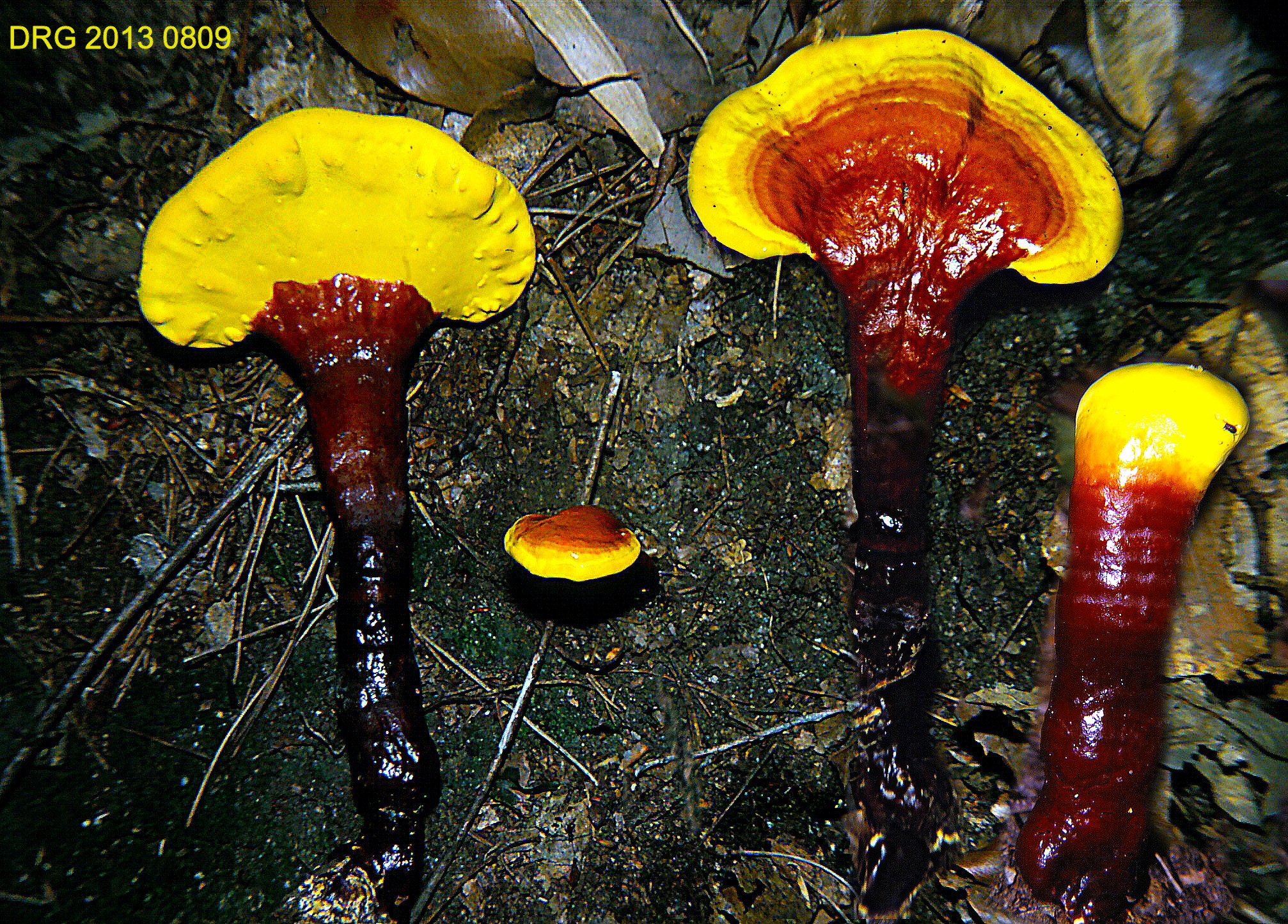
Ganoderma lucidum sensu lato, au Japon.

Ganoderma_lucidum produit un sporophore dont le chapeau mesure de 4 à 20 cm de diamètre et de 1,5 à 3 cm d'épaisseur et a une apparence de louche en bois d'acajou verni lorsqu'il est retourné. Il est d'abord de couleur jaune puis brun-rouge. Il est arrondi ou en forme de rein, sillonné et zoné concentriquement et légèrement ridé radialement (comme du bois). Une cuticule cornée brillante comme de la laque le recouvre entièrement, d'où son nom. La marge est plus claire, puis fonçant.
Les tubes et pores sont fins, jaunâtres puis bruns, souvent couverts d'une pruine blanchâtre. Le pied, généralement latéral, a une longueur variante entre 4 et 20 cm, est noueux, brun-noir et luisant. La chair mince et fibreuse a une teinte beige-brun et dégage une odeur faible. Bien que coriace, le champignon disparaît en hiver. Toutefois, il peut être desséché et se conserver alors de nombreuses années.

## Espèces voisines et risques de confusion

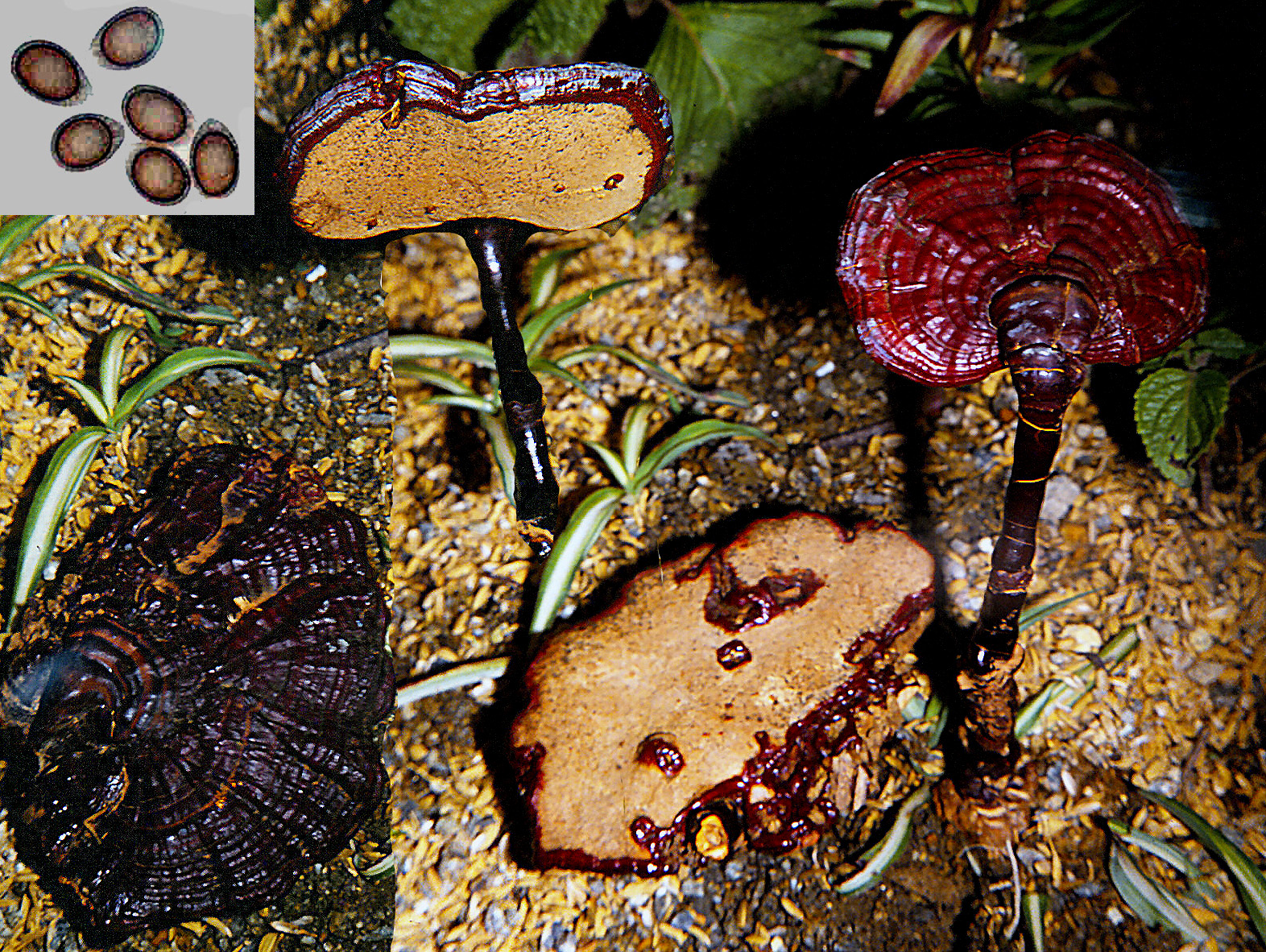
Ganoderma neojaponicum (Japon)

Le Ganoderme luisant est proche de nombreuses autres ganodermatacées tropicales mais, dans les régions tempérées, son identification ne soulève aucune difficulté.
Ganoderma carnosum peut lui ressembler, mais il vient essentiellement sur Abies alba. Ganoderma neojaponicum, ou Louche de petit-enfant (マゴジャクシ) est également une espèce proche se développant sur les conifères au Japon. Elle se distingue aisément de G. lucidum par ses spores plus élancées, ses carpophores plus sombres, son stipe plus long et mince et son habitat limité aux conifères.
Cependant, G. lucidum est une espèce collective (complexe d'espèces) qui, dans sa définition large, comprend de nombreuses espèces. Trois groupes se dessinent : un premier comprenant G.curtisii, G. flexipes, G. lingzhi, G. multipileum, G. resinaceum, G. sessile, G. sichuanense et G. tropicum ; un deuxième comportant G. lucidum sensu stricto, G. oregonense et G. tsugae et un troisième contenant G. boninense et G. zonatum.

## Habitat et culture
Le Ganoderme luisant vient de juin à novembre en Europe, à même le sol à proximité et sur les racines enterrées des feuillus (y compris d'arbres fruitiers). Sans être rare, il pousse seul ou en très petits groupes.

## Usage et légendes
Noms vernaculaires :

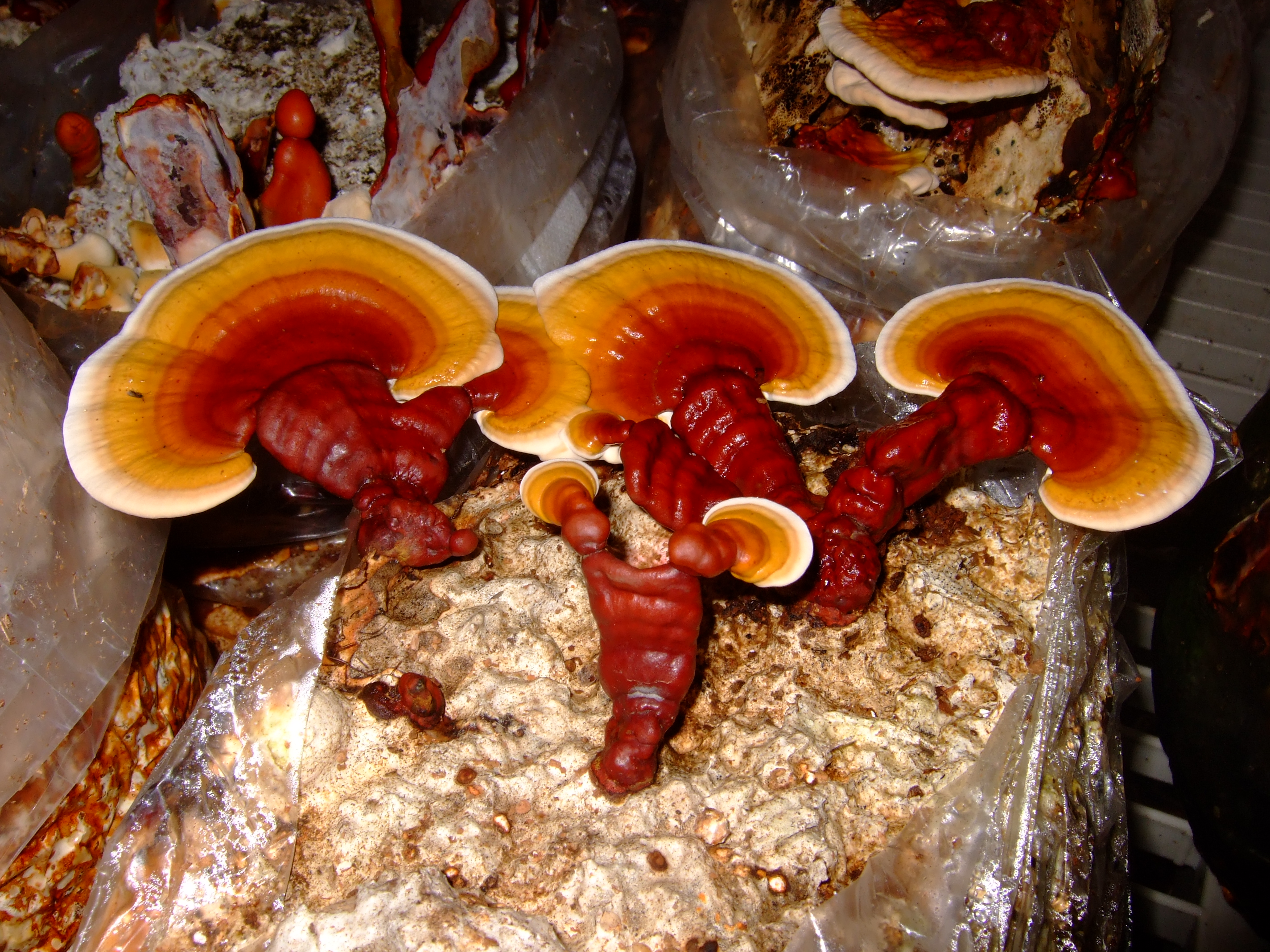
Ganoderma lucidum en culture sous-abri

- Man-nen-také 万年茸, マンネンタケ,  Champignon de Dix-mille ans.

- Kadodé-také (Yamaguchi, Kyôto) 門出茸, カドデタケ, « Champignon du départ », de la coutume de suspendre le champignon au seuil de la maison quand un membre de la famille partait en voyage, pour lui souhaiter bonne chance.
- Kichijô-také (Mié). 吉祥茸, キチジョウタケ, « Champignon du bonheur ». Si on tient ce champignon par la base de son long pied, avec la tête en bas, montrant sa face inférieure concave, la ressemblance avec une louche est flagrante. D'où les nombreux noms vernaculaires intégrant le mot louche.  Sur le plan ésotérique, Ganoderma lucidum a une longue réputation et usage de talisman ou de symbole de porte-bonheur.
- Mago-jakushi  (Fukushima, Miyagi). 孫杓子, マゴジャクシ, « Louche de petit-enfant ».
- Néko-jakushi (Edo : Ancienne Tôkyô). 猫杓子, ネコジャクシ, « Louche de chat ». voir le geste de la louche du maneki-neko, la statue traditionnelle japonaise en céramique ou en porcelaine, représentant un chat assis et levant la (ou les) patte(s) au niveau de l'oreille, et que l'on trouve fréquemment sur les devantures des magasins, près des caisses dans les centres commerciaux, dans les salons de thé, etc.

- Otama-jakushi (Kanagawa). 御玉杓子, オタマジャクシ, « Louche à soupe ».
- Reishi (Kyôto). 霊芝, レイシ, « Champignon divin, ou du Saint-esprit ». Reishi est la lecture japonaise du chinois 灵芝 / 靈芝, prononcé ling chih [língzhī] en Chine.
- Saïwaï-také (Mié, Kumamoto). 幸茸, サイワイタケ, « Champignon porte-bonheur ».
- Tengu-jakushi (Kanagawa). 天狗杓子, テングジャクシ, « Louche de lutin-à-long-nez ».
- Yama-no-kami no shakushi (Wakayama). 山の神の杓子, ヤマノカミノシャクシ, « Louche du Dieu de la montagne (forêt) ».

Coriace et amer, il se prête difficilement à une utilisation gastronomique. Séché entier ou réduit en poudre, présenté sous divers conditionnements galéniques. Il est également prescrit par les médecines traditionnelles sino-japonaises depuis plus de deux millénaires comme fortifiant (Man-nen-také, ou Reishi comme agent de longévité et stimulant immunitaire. Les représentations de ces champignons dans l'art sino-japonais sont également fréquentes ; il fait partie des dix symboles de longévité dans l’art traditionnel coréen. Plusieurs de ces œuvres datent du XVe siècle, mais l'utilisation traditionnelle de G. lucidum serait bien plus ancienne.
Des très nombreuses études ont porté sur l'utilisation de G. lucidum pour traiter le cancer. Certains chercheurs ont même tenté  d'intégrer un extrait ce champignon à la fabrication de bière pour faire profiter les consommateurs de ses propriétés thérapeutiques.

## Propriétés médicinales et nutritionnelles

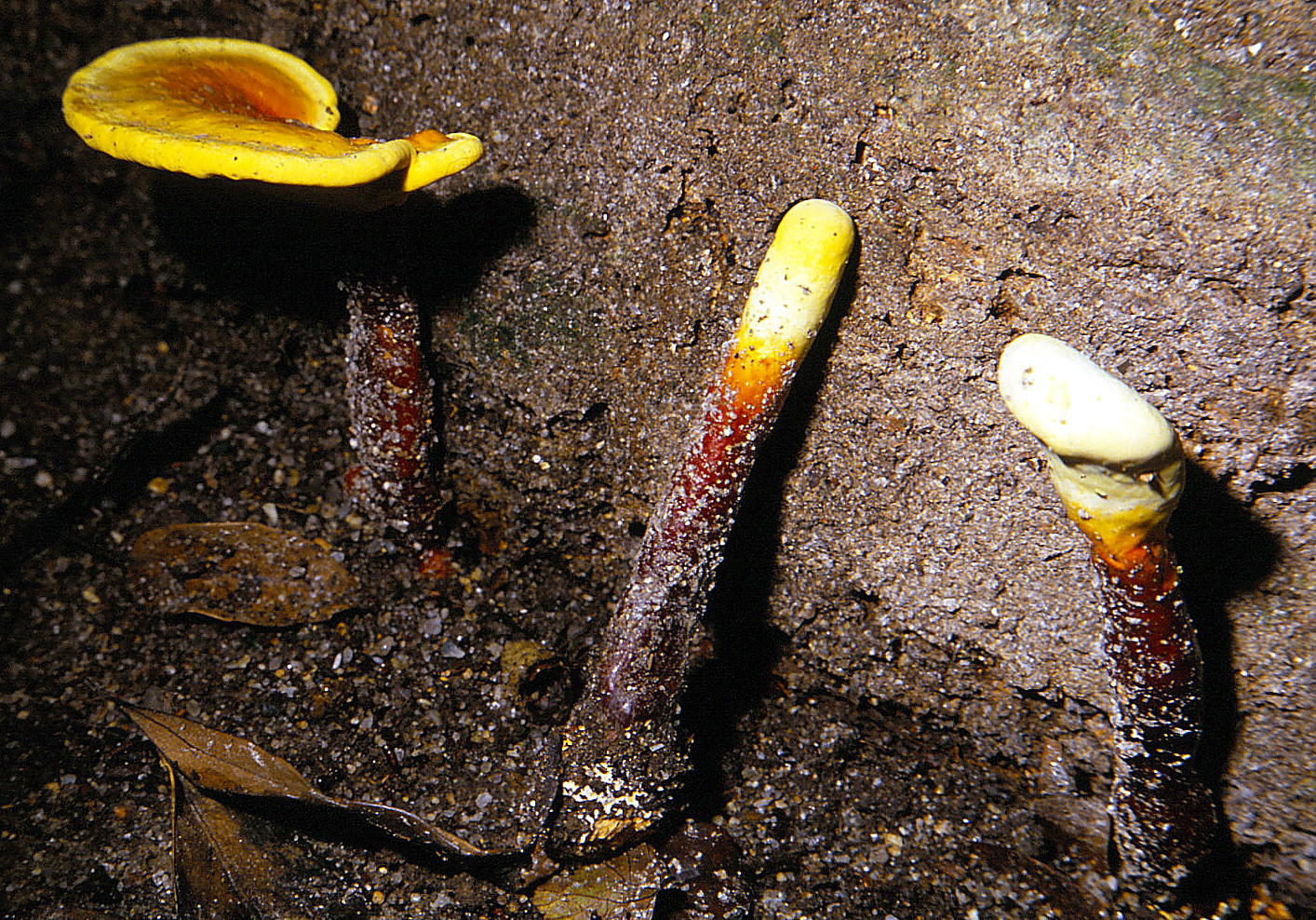
Ganoderma lucidum (Japon)

Ce champignon fait partie de la pharmacopée traditionnelle chinoise au moins depuis la dynastie Yuan. On lui associe des propriétés nutritionnelles, cosmétiques et pharmacologiques,, dont la plupart ne sont pas scientifiquement démontrées. Au Japon, Ganoderma lucidum sensu lato est réputé et utilisé comme porte-bonheur.
Les études in vitro ou sur modèle murin ont montré des propriétés anticancéreuses,. Son efficacité contre l'activité du virus de l'immunodéficience humaine (VIH) a également été montrée et modélisée,,. Plusieurs composés présents dans Ganoderma lucidum ont été isolés. Parmi ceux auxquels on associe une activité anti-VIH, on trouve le ganodériol F, le ganodermanontriol, et des terpènes comme le ganodermanondiol et l'acide ganolucidique,.
Les composés actifs (principalement anti-oxydants) varient selon les stades de maturité et les parties du champignons. Les stipes au stade de maturité des spores contiennent beaucoup de composés phénoliques totaux et les flavonoïdes totaux, le chapeau au même stade est riche en polysaccharides. D'autre part, le milieu et les conditions de culture affectent le métabolisme des nutriments et l'activité des enzymes antioxydantes du champignon,.